# Raquitismo
Raquitismo é uma doença metabólica caracterizada por deformações dos ossos em crianças. Os sintomas mais comuns são pernas arqueadas, atraso no crescimento, dor nos ossos, deformações cranianas e dificuldade em dormir. Entre as possíveis complicações estão fraturas ósseas, espasmos musculares, escoliose ou deficiência intelectual.
A causa mais comum de raquitismo é a deficiência de vitamina D. Esta deficiência pode ser o resultado de uma dieta com uma quantidade insuficiente de vitamina D, pele de tom escuro, pouca exposição solar, falta de suplementação com vitamina D nos casos em que o bebé é amamentado em exclusivo, doença celíaca e algumas doenças genéticas. Entre outros fatores estão a deficiência de cálcio ou de fósforo. O mecanismo subjacente envolve a insuficiente calcificação da placa epifisária. O diagnóstico baseia-se geralmente em radiografias e análises ao sangue para detectar a presença de baixos níveis de cálcio, baixos níveis de fósforo e elevada fosfatase alcalina.
Entre as medidas de prevenção está a administração de suplementos de vitamina D em bebés que estejam a ser amamentados em exclusivo. O tratamento depende da causa subjacente. Nos casos em que o raquitismo é causado pela deficiência de vitamina D, o tratamento geralmente consiste na administração de vitamina D e de cálcio. O tratamento geralmente produz melhorias ao fim de algumas semanas. As deformações nos ossos podem melhorar com o tempo. Em alguns casos, é possível corrigir com cirurgia algumas deformações ósseas. Os casos de origem genética geralmente requerem tratamento especializado.
O raquitismo é uma doença relativamente comum no Médio Oriente, África e Ásia. É pouco comum na América do Norte e na Europa, exceto entre alguns grupos de minorias. A doença tem início na infância, geralmente entre os 3 e 18 meses de idade. A doença afeta de igual forma crianças do sexo masculino e feminino. As descrições de casos que se acredita serem de raquitismo remontam pelo menos ao século I. A doença foi bastante comum até ao século XX. Uma das primeiras formas de tratamento consistia na administração de óleo de fígado de bacalhau.